# Šuani

Jules Girardet: Národní gardisté se zatčenými šuany z Fouesnantu. 19. století

Šuani (francouzsky chouans) je ve francouzských dějinách označení pro royalistické povstalce, kteří za Velké francouzské revoluce operovali severně od Loiry, v Bretani, Maine, Normandii a severním Anjou, ale také v departementech jako Aveyron a Lozère. Jejich povstání se nazývá chouannerie.

## Původ označení

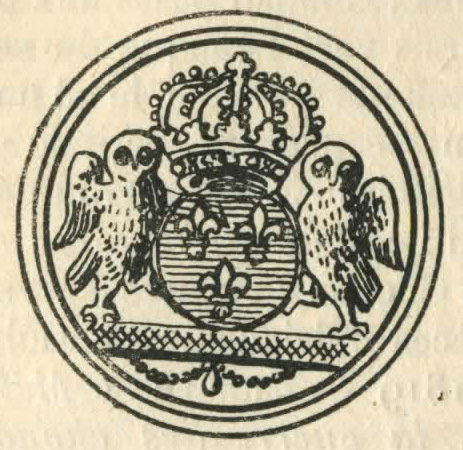
Znak šuanů (razítko roajalistické armády Bretaně)

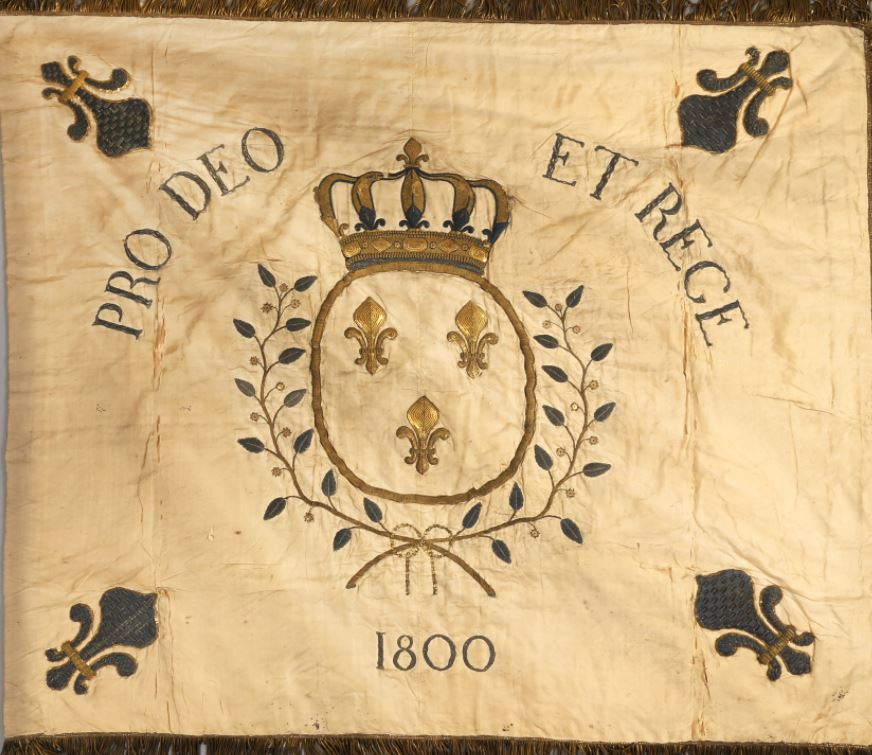
Prapor šuanské armády, jejímž velitelem byl Aimé Picquet du Boisguy

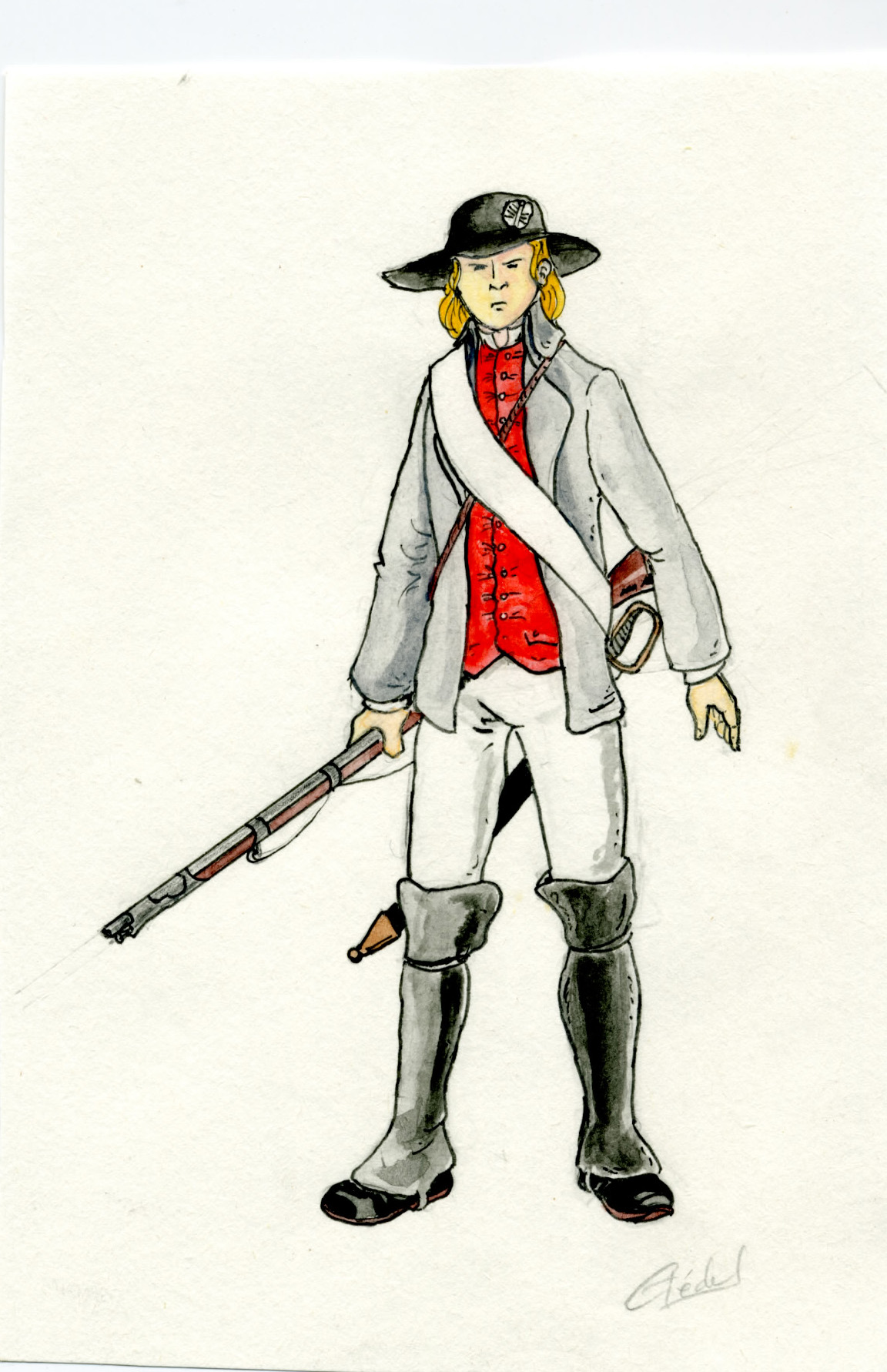
Uniforma příslušníka šuanské armády Armée des Chouans de Rennes et Fougères

Vůdčí postavy povstání, bratři Cottereau měli přezdívku Chouan (z galského „chat-huant“ či „chouin“ podle místního označení puštíka obecného – chouette hulotte). Údajně pro jejich melancholickou povahu, podle jiných proto, že při pašování soli se dorozumívali napodobením houkání sovy.
Šuani byli většinou mladí muži mezi 18 a 30 lety. Vznik hnutí byl silně spojen s brannou povinností, kdy se mnoho mladých lidí raději připojilo k povstalcům. Až 80 % z nich byli rolníci, vzhledem k tomu, že na konci 18. století představovalo rolnictvo 80 % francouzské populace. Šlechtici však tvořili také důležitý podíl velitelů.
V Bretani, Normandii, Maine a Anjou se v roce 1796, na vrcholu války, odhaduje počet šuanů přes 50 000 lidí, včetně 30 000 Bretonců, což činilo 5 % mužské populace povstaleckých území.

## Šuani v umění
- Honoré de Balzac – Šuani (Les Chouans au La Bretagne en 1799), historický válečný román z roku 1829, který vyšel v českém překladu v roce 1968
- francouzský film Šuani (Chouans!) z roku 1988